# 仮想フォント
仮想フォント（かそうフォント）とは、コンピュータにおいて、実際にはインストールされていないフォントを使用する仕組み。これ自体はフォントではない。
多くの場合、プリンタフォントの存在を前提とし、他のフォントを用いて代用書体として表示を行い、プリンタやセッタなどへの出力時に自動的に置き換える。
代用書体は、基本的にはシステム標準搭載のフォントが用いられる。（Windowsの場合MS明朝やMSゴシック）プリンタやセッタ（出力機器）側に該当する書体が無い場合、コンピュータ側の代用書体、もしくは出力機器のデフォルト（初期設定）のフォントに置き換わる。
等幅フォントの場合は通常、画面表示に代用書体を用いておいて置換すれば良いが、プロポーショナルフォントの場合は、英数文字の字幅が異なることや、それに伴い禁則処理やハイフネーションの問題が生じ、より複雑になる。一般的には、置き換えるフォントの字幅情報ファイル（AFMファイルなど）を使用し、「本来この書体であればこれだけの字間の空白が必要」などの処理を行う。そのため、代用書体における画面表示では文字がパラパラと開いて見えたり、逆に文字間が接して見えるなどの現象が生じる。